# WBZ (AM)
Pour les articles homonymes, voir WBZ.

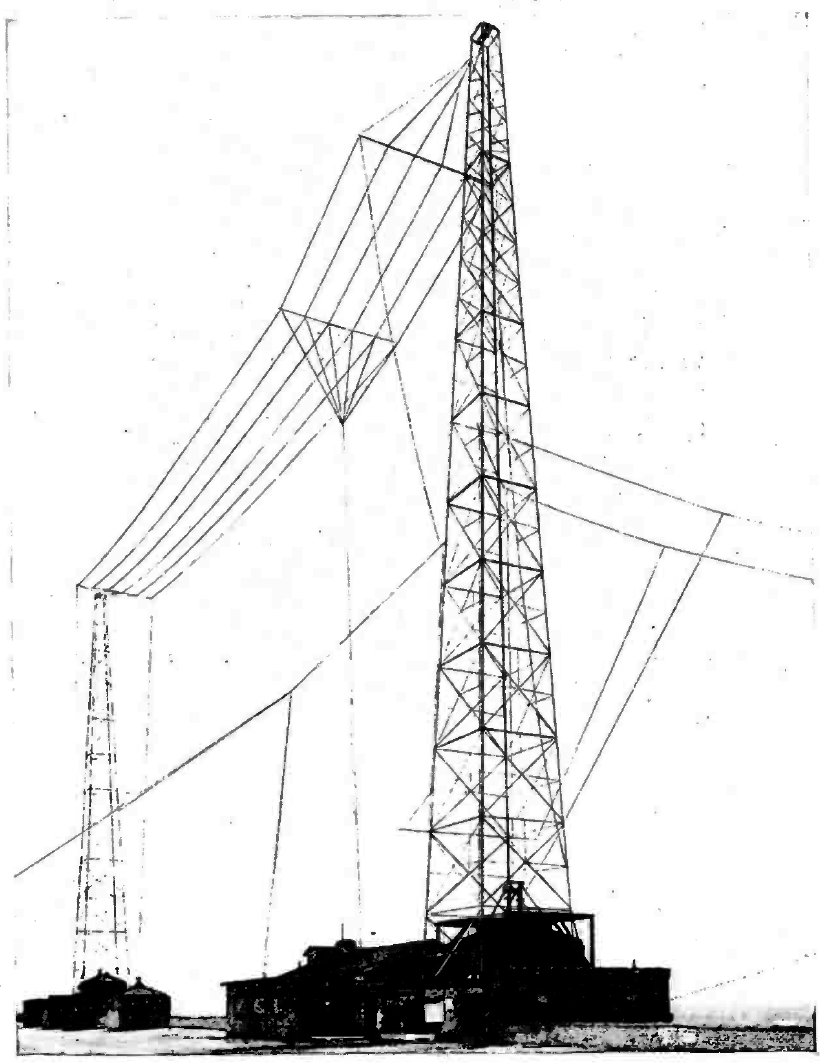
Antenne multifilaire de la station de radio WBZ à Springfield, Massachusetts, États-Unis, en 1925.

WBZ est une station de radio américaine d'information en continu basée à Boston, dans le Massachusetts et appartenant au groupe de médias iHeartMedia. Elle diffuse ses programmes sur la fréquence 1030 kHz AM.